# Cytaea laodamia
Cytaea laodamia là một loài nhện trong họ Salticidae.
Loài này thuộc chi Cytaea. Cytaea laodamia được Henry Roughton Hogg miêu tả năm 1918.